# PAX6

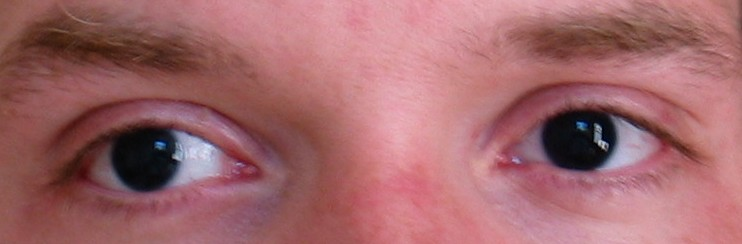
Mutace genu PAX6 může způsobit aniridii (na obrázku)

PAX6 je významný pax gen, který se podílí na stavbě očí téměř všech pravých dvojstranně symetrických živočichů (Eubilateralia). Je evolučně velice konzervovaný (u myši má 422 aminokyselin a úplně stejnou sekvenci jako u člověka), obsahuje homeoboxovou část (stejně jako další homeoboxové geny) a C–terminální oblast bohatou na prolin, serin a threonin. U člověka je exprimován samozřejmě v očích, navíc i v buňkách Langerhansových ostrůvků.
Jeho mutace způsobují např. aniridii, tedy absenci duhovky.